# Hellas Verona
Hellas Werona – włoski klub piłkarski założony w 1903 w Weronie. Zwycięzca Serie A w sezonie 1984/1985 i trzykrotny finalista (w latach 1976, 1983 i 1984) Pucharu Włoch. W sezonie 2007/2008 klub był bliski spadku do Serie C2, ale wygrał baraże z Pro Patrią. W 2013 roku klub zajął 2. miejsce w Serie B i awansował do Serie A.

## Sukcesy
- Mistrzostwo: 1985

## Obecny skład
Stan na 31 stycznia 2023
| Nr | Poz. | Piłkarz                                       |
| -- | ---- | --------------------------------------------- |
| 1  | BR   | Lorenzo Montipò                               |
| 2  | OB   | Deyovaisio Zeefuik (wypożyczony z Hertha BSC) |
| 3  | OB   | Josh Doig                                     |
| 4  | PO   | Miguel Veloso (kapitan)                       |
| 5  | OB   | Davide Faraoni (wicekapitan)                  |
| 6  | OB   | Isak Hien                                     |
| 7  | PO   | Simone Verdi (wypożyczony z Torino FC)        |
| 8  | PO   | Darko Lazović                                 |
| 9  | NA   | Thomas Henry                                  |
| 10 | PO   | Ajdin Hrustić                                 |
| 11 | NA   | Kevin Lasagna                                 |
| 17 | OB   | Federico Ceccherini                           |
| 19 | NA   | Milan Đurić                                   |
| 22 | BR   | Alessandro Berardi                            |

| Nr | Poz. | Piłkarz                                        |
| -- | ---- | ---------------------------------------------- |
| 23 | OB   | Giangiacomo Magnani                            |
| 24 | PO   | Filippo Terracciano                            |
| 25 | NA   | Jayden Braaf (wypożyczony z Borussia Dortmund) |
| 26 | NA   | Cyril Ngonge                                   |
| 27 | OB   | Paweł Dawidowicz                               |
| 28 | PO   | Oliver Abildgaard (wypożyczony z Rubin Kazań)  |
| 29 | OB   | Fabio Depaoli (wypożyczony z UC Sampdoria)     |
| 30 | NA   | Yayah Kallon (wypożyczony z Genoa CFC)         |
| 32 | OB   | Juan David Cabal                               |
| 33 | PO   | Ondrej Duda (wypożyczony z 1. FC Köln)         |
| 34 | BR   | Simone Perilli                                 |
| 38 | NA   | Adolfo Gaich (wypożyczony z CSKA Moskwa)       |
| 42 | OB   | Diego Coppola                                  |
| 61 | PO   | Adrien Tameze                                  |
| 77 | PO   | Ibrahim Sulemana                               |

### Piłkarze na wypożyczeniu
| Nr | Poz. | Piłkarz                                                |
| -- | ---- | ------------------------------------------------------ |
|    | BR   | Mattia Chiesa (w Mantova 1911 do 30 czerwca 2023)      |
|    | BR   | Ivor Pandur (w Fortuna Sittard do 30 czerwca 2023)     |
|    | OB   | Bruno Amione (w UC Sampdoria do 30 czerwca 2023)       |
|    | OB   | Mert Çetin (w Adana Demirspor do 30 czerwca 2023)      |
|    | OB   | Daniele Ghilardi (w Mantova 1911 do 30 czerwca 2023)   |
|    | OB   | Koray Günter (w UC Sampdoria do 30 czerwca 2023)       |
|    | OB   | Panajotis Retsos (w Olympiakos SFP do 30 czerwca 2023) |
|    | PO   | Bruno Conti (w Mantova 1911 do 30 czerwca 2023)        |
|    | PO   | Martin Hongla (w Real Valladolid do 30 czerwca 2023)   |

| Nr | Poz. | Piłkarz                                                 |
| -- | ---- | ------------------------------------------------------- |
|    | PO   | Ivan Ilić (w Torino FC do 30 czerwca 2023)              |
|    | PO   | Mateusz Praszelik (w Cosenza Calcio do 30 czerwca 2023) |
|    | PO   | Kevin Rüegg (w BSC Young Boys do 30 czerwca 2023)       |
|    | NA   | Matteo Cancellieri (w S.S. Lazio do 30 czerwca 2023)    |
|    | NA   | Gianluca Caprari (w AC Monza do 30 czerwca 2023)        |
|    | NA   | Adama Sane (w Gelbison do 30 czerwca 2023)              |
|    | NA   | Giovanni Simeone (w SSC Napoli do 30 czerwca 2023)      |
|    | NA   | Philip Yeboah (w Mantova 1911 do 30 czerwca 2023)       |

## Europejskie puchary
Legenda do wszystkich tabel:
- Q – runda eliminacyjna, 1/16, 1/8, 1/4, 1/2 – odpowiednia faza rozgrywek, Grupa – runda grupowa, 1r gr – pierwsza runda grupowa, 2r gr – druga runda grupowa, F – finał, R – runda, PO – play-off
- k. – rzuty karne, los. – losowanie, Dogr. – dogrywka, w. – zasada bramek strzelonych na wyjeździe

| Sezon   | Rozgrywki     | Runda | Przeciwnik         | Dom | Wyjazd | Ogólnie |
| ------- | ------------- | ----- | ------------------ | --- | ------ | ------- |
| 1983/84 | Puchar UEFA   | 1R    | FK Crvena zvezda   | 1–0 | 3–2    | 4–2     |
| 1983/84 | Puchar UEFA   | 2R    | Sturm Graz         | 2–2 | 0–0    | 2–2, w. |
| 1985/86 | Puchar Europy | 1R    | PAOK FC            | 3–1 | 2–1    | 5–2     |
| 1985/86 | Puchar Europy | 1/8   | Juventus F.C.      | 0–0 | 0–2    | 0–2     |
| 1987/88 | Puchar UEFA   | 1R    | Pogoń Szczecin     | 3–1 | 1–1    | 4–2     |
| 1987/88 | Puchar UEFA   | 2R    | FC Utrecht         | 2–1 | 1–1    | 3–2     |
| 1987/88 | Puchar UEFA   | 1/8   | Sportul Studențesc | 3–1 | 1–0    | 4–1     |
| 1987/88 | Puchar UEFA   | 1/4   | Werder Brema       | 0–1 | 1–1    | 1–2     |